# سيمون كوبر (مصرفي)
سيمون كوبر (بالإنجليزية: Simon Cooper)‏ هو مصرفي بريطاني، ولد في 28 سبتمبر 1967.